# Championnat canadien de soccer 2018
Navigation
Édition précédente Édition suivante
Le Championnat canadien de soccer 2018 est la dixième édition du Championnat canadien, un tournoi canadien de soccer organisé par l'Association canadienne de soccer. 
Le tournoi vise à déterminer le club qui participe au championnat continental des clubs de la CONCACAF : la Ligue des champions de la CONCACAF 2018-2019. Pour la première fois, une équipe semi-pro de PLSQ et une de League1 Ontario participent à cette compétition. Les trois équipes canadiennes de la MLS (l'Impact de Montréal, le Toronto FC et les Whitecaps de Vancouver) sont directement qualifié pour les demi-finales. 
La Coupe des Voyageurs est remise au gagnant à l'issue du tournoi.

## Compétition

### Détail des matchs

#### Premier tour de qualification
| 6 juin 2018        | AS Blainville       | 2 - 1   | Blue Devils de Oakville | Centre sportif Bois-de-Boulogne, Laval |  |
| 19h30 heure locale | Syla 26e Mayard 90e | (1 - 1) | 40e Novak               |                                        |  |

| 13 juin 2018       | Blue Devils de Oakville | 0 - 1   | AS Blainville | Ontario Soccer Centre, Vaughan |  |
| 19h30 heure locale |                         | (0 - 1) | 45e Abzi      |                                |  |

#### Deuxième tour de qualification
| 20 juin 2018       | AS Blainville | 0 - 1   | Fury d'Ottawa | Centre sportif Bois-de-Boulogne, Laval     |                                            |
| 19h30 heure locale |               | (0 - 1) | 1re Taylor    | Spectateurs : 1 800 Arbitrage : Alain Ruch | Spectateurs : 1 800 Arbitrage : Alain Ruch |

| 27 juin 2018       | Fury d'Ottawa | 1 - 0   | AS Blainville | Stade TD Place, Ottawa                       |                                              |
| 19h30 heure locale | Haworth 21e   | (1 - 0) |               | Spectateurs : 3 915 Arbitrage : Juan Marquez | Spectateurs : 3 915 Arbitrage : Juan Marquez |

#### Demi-finales
| 18 juillet 2018    | Fury d'Ottawa | 0 - 1   | Toronto FC | Stade TD Place, Ottawa                          |                                                 |
| 19h30 heure locale |               | (0 - 1) | 5e Osorio  | Spectateurs : 6 057 Arbitrage : Silviu Petrescu | Spectateurs : 6 057 Arbitrage : Silviu Petrescu |
| 19h30 heure locale | Rapport       |         |            | Spectateurs : 6 057 Arbitrage : Silviu Petrescu | Spectateurs : 6 057 Arbitrage : Silviu Petrescu |

| 25 juillet 2018    | Toronto FC                        | 3 - 0   | Fury d'Ottawa | BMO Field, Toronto                                   |                                                      |
| 19h30 heure locale | Akinola 36eHamilton 76eOsorio 84e | (1 - 0) |               | Spectateurs : 18 795 Arbitrage : Pierre-Luc Lauziere | Spectateurs : 18 795 Arbitrage : Pierre-Luc Lauziere |
| 19h30 heure locale | Rapport                           |         |               | Spectateurs : 18 795 Arbitrage : Pierre-Luc Lauziere | Spectateurs : 18 795 Arbitrage : Pierre-Luc Lauziere |

| 18 juillet 2018    | Impact de Montréal | 1 - 0   | Whitecaps de Vancouver | Stade Saputo, Montréal                        |                                               |
| 19h30 heure locale | Silva 58e          | (0 - 0) |                        | Spectateurs : 13 389 Arbitrage : Yusri Rudolf | Spectateurs : 13 389 Arbitrage : Yusri Rudolf |
| 19h30 heure locale | Rapport            |         |                        | Spectateurs : 13 389 Arbitrage : Yusri Rudolf | Spectateurs : 13 389 Arbitrage : Yusri Rudolf |

| 25 juillet 2018    | Whitecaps de Vancouver     | 2 - 0   | Impact de Montréal | BC Place, Vancouver                           |                                               |
| 19h00 heure locale | Reyna 19eKamara 60e (pen.) | (1 - 0) |                    | Spectateurs : 19 267 Arbitrage : David Barrie | Spectateurs : 19 267 Arbitrage : David Barrie |
| 19h00 heure locale | Rapport                    |         |                    | Spectateurs : 19 267 Arbitrage : David Barrie | Spectateurs : 19 267 Arbitrage : David Barrie |

#### Finale
| 8 août 2018        | Whitecaps de Vancouver       | 2 - 2   | Toronto FC                   | BC Place, Vancouver                           |                                               |
| 19h00 heure locale | Kamara 24e (pen.)Hurtado 84e | (1 - 1) | 26e Osorio 90+6e (csc) Henry | Spectateurs : 16 833 Arbitrage : David Gantar | Spectateurs : 16 833 Arbitrage : David Gantar |
| 19h00 heure locale | Rapport                      |         |                              | Spectateurs : 16 833 Arbitrage : David Gantar | Spectateurs : 16 833 Arbitrage : David Gantar |

| 15 août 2018       | Toronto FC                                                               | 5 - 2   | Whitecaps de Vancouver | BMO Field, Toronto                            |                                               |
| 19h30 heure locale | Altidore 39e · Giovinco 44e · Altidore 49e · Altidore 53e · Ricketts 80e | (2 - 0) | 63e Kamara · 77e Shea  | Spectateurs : 14 994 Arbitrage : Drew Fischer | Spectateurs : 14 994 Arbitrage : Drew Fischer |
| 19h30 heure locale | Rapport                                                                  |         |                        | Spectateurs : 14 994 Arbitrage : Drew Fischer | Spectateurs : 14 994 Arbitrage : Drew Fischer |